# 今井義典
今井 義典（いまい よしのり、1944年〈昭和19年〉12月3日 - ）は、日本のジャーナリスト。元日本放送協会（NHK）副会長。慶應義塾評議員。

## 来歴
神奈川県鎌倉市出身。

## 経歴
栄光学園高校を経て慶應義塾大学経済学部卒業。大学時代に1年間米国に留学。

### 記者生活
1968年、NHK入局（同期に第18代NHK会長の橋本元一）。『NHK高松放送局』放送部記者。地方記者として行政や香川県警の取材やレポート等を担当。4年間在籍。1973年8月より、報道局に配属。報道局外信部（現・報道局国際部）記者として東京での勤務となり、5年間 外務省や国防・軍事関連等の取材やレポートを担当。1978年8月に渡米し、海外特派員として『NHKニューヨーク支局(現・NHKアメリカ総局)』に赴任。2年後『NHKワシントン支局』に赴任。特派員時代は アメリカ国内問題や国際政治・経済を幅広く取材やレポートを担当。4年間駐在した(通算8年間 国際報道に携わった)。1981年8月より、報道局経済部記者となり（通産省・大蔵省・自動車/電機産業・証券等)の取材やレポートを担当。当時日米間で経済摩擦が激化していたことを踏まえての配属とみられている。

### お茶の間の顔に
1986年、『NHKニュースワイド』平日(最終)メインキャスターに桜井洋子アナウンサーらと共に就任。2年間担当した。1988年、NHK-BS『ワールドニュース』のキャスターに就任。3年間担当。1991年、報道局ニュースセンター（経済）副部長に就任。
1993年4月、『NHKニュースおはよう日本』初代平日メインキャスター（6・7時台）に明石勇アナウンサー、小谷真生子キャスター、草野満代アナウンサー、スポーツの石川一洋アナウンサー、初の女性気象予報士の折坂章子と共に就任（記者歴25年でのメインキャスター就任となった）。同年6月、報道局ニュースセンターエグゼクティブプロデューサーに昇格し、メインキャスターと兼務。『NHKニュースおはよう日本』平日メインキャスター（6・7時台）。1994年4月から今井と新たに組むパートナーは村上信夫アナウンサーと有働由美子アナウンサーに交代。 同年6月、報道局制作センター（『NHKニュースおはよう日本』）エグゼクティブプロデューサーに昇格、今井は平日メインキャスター（7時台）のみ担当。担当期間中の1995年1月17日に発生した阪神・淡路大震災では 特設ニュースも担当。
1995年3月末、海外赴任に伴い『NHKニュースおはよう日本』平日(初代)メインキャスターを村上信夫アナウンサーと石川一洋アナウンサー、土日の星野豊アナウンサーと渡邊あゆみアナウンサーと共に退任。

### 記者復帰・解説委員に
1995年6月、『NHKパリ支局(現・NHKヨーロッパ総局)』長に就任。また、1997年の『香港返還』時には ロンドンから返還されるイギリスの模様を生中継で結びレポートを担当した。1998年7月より『NHK解説委員室』解説主幹に就任。2000年6月より『NHK国際放送局』長に就任。NHKの海外発信と展開、国際的な放送業界との関係を強化する業務を担当。3年間担当。
2003年6月、『NHK解説委員室』解説委員長（理事待遇）に昇格。60歳定年後も契約職員として解説委員室を指揮。
2005年6月、『NHK解説委員室』解説主幹（専門は国際問題・経済）に昇格。2007年4月、立命館大学産業社会学部客員教授に就任（現職）。2008年1月、『NHK解説委員室』専門解説委員となる。翌年 衛星を使って世界に日本とアジアを24時間英語で最新情報を伝える『NHK WORLD』をスタートさせた。
『国連改革に関する有識者懇談会』メンバー。

### 副会長抜擢
2008年1月30日、副会長に就任。20年ぶりとなる外部招聘の会長として就任した福地茂雄が「内部事情をよく知った人を副会長に起用したい」との意向を示し、1月29日に指名した。報道関係者が株式のインサイダー取引を疑われている最中での起用となっただけに、就任会見ではこの点について厳しく対処していく意向を示さざるを得なかった。
2008年11月、ABU会長に就任。空席となっていた当職に推薦され、選挙で選ばれた。通常は組織トップが選ばれるのが常だが、福地会長が「門外」だったことも考慮し、放送人である今井の推薦に回ったものとみられている。
2011年1月29日、上記の2職を退任。同年3月にNHKを退職。現在は 立命館大学に加えて、母校の慶應義塾大学『慶應義塾評議会』を務めている。

## 出演番組
- NHKニュースワイド
- ワールドニュース
- NHKニュースおはよう日本
- 土曜解説